# 小平山镇
小平山镇，是中华人民共和国广西壮族自治区玉林市兴业县下辖的一个乡镇级行政单位。

## 行政区划
小平山镇下辖以下地区：
小平山村、四塘村、宽畅村、崇善村、谭村、金华村、油村、大坡村、三德村、旺里村、深塘村、旺翻村和良民村。